# Hasna (Sklavin)
Hasna (arabisch حسناء, DMG Ḥasnā), geboren im 8. Jahrhundert, gestorben im 8. oder 9. Jahrhundert, war eine Sklavin und Konkubine des dritten Abbasiden-Kalifen al-Mahdi (um 744–785, reg. 775–785).

## Leben
Hasna kam fast zeitgleich, aber zuerst, mit einer anderen Sklavin namens Malka in den Harem al-Mahdis. Der Kalif war von beiden Frauen sehr angetan und widmete dem Paar seine Aufmerksamkeit.
Der klassisch-arabischen Literatur zufolge sollten beide Frauen unter sich ausmachen, wem der Kalif sich zur mittäglichen Ruhezeit widmen sollte. Die beiden Frauen zitierten hierzu den Koran, wobei Hasna mit Sure 56, Vers 10 begann: "Und die Vorausgeeilten, ja die Vorausgeeilten, das sind diejenigen, die (Allah) nahegestellt sein werden." Malka ihrerseits konterte mit Sure 93, Vers 4, wo es wörtlich heißt: "Das Letzte ist besser als das Erste." (وَلَلْـَٔاخِرَةُ خَيْرٌۭ لَّكَ مِنَ ٱلْأُولَىٰ, allgemein übersetzt mit: Das Jenseits ist besser als das Diesseits). Letztlich lösten die beiden Sklavinnen das Dilemma des Kalifen nicht auf.
Hasna ist möglicherweise identisch mit einer anderen Sklavin al-Mahdis namens Hasana (حسنة).
Der Name Hasna bedeutet Schönheit/Anmut.

## Rezeption
Hasna wird in der klassisch-arabischen Literatur unter anderem im Muhadarat von Raghib al-Isfhani (gest. 1108/1109) erwähnt.